# Pascal Stenzel
Pascal Stenzel (* 20. März 1996 in Bünde) ist ein deutscher Fußballspieler, der beim VfB Stuttgart unter Vertrag steht.

## Karriere

### Vereine
Pascal Stenzel wurde im ostwestfälischen Bünde geboren und wuchs im benachbarten Rödinghausen im Ortsteil Bruchmühlen auf, wo er bis zur U10 bei der JSG Rödinghausen/Bruchmühlen spielte. Von dort ging es über Arminia Bielefeld im Sommer 2011 zum VfL Osnabrück. Dort spielte er zwei Saisons in der U-17-Bundesliga, die Osnabrück jeweils als Tabellenneunter abschloss, und erzielte in 37 Spielen sechs Tore. Daraufhin wurde er 2013 von Borussia Dortmund verpflichtet und war dort in seiner ersten Saison Stammspieler in der A-Junioren-Bundesliga. Dabei kam er bei 23 Einsätzen in der U-19-Bundesliga sowie in der UEFA Youth League auf 14 Torbeteiligungen und war in der darauffolgenden Saison streckenweise Kapitän der Mannschaft. Zudem debütierte er am 2. August 2014 in der 3. Liga für die zweite Mannschaft des BVB, als er im Spiel gegen Holstein Kiel in der 90. Minute für Edisson Jordanov eingewechselt wurde.
In der Vorbereitung auf die Bundesliga-Saison 2015/16 wurde Stenzel von Trainer Thomas Tuchel in den Kader der ersten Mannschaft befördert. Während der Vorbereitung wurde Stenzel, der zuvor stets auf der Doppelsechs gespielt hatte, von Trainer Tuchel zum Rechtsverteidiger umgeschult. Den Großteil der Hinrunde über wurde Stenzel in der zweiten Mannschaft in der Regionalliga West eingesetzt, andernfalls war er Teil des Profikaders für die Bundesligaspiele. Am 19. Oktober 2015 verlängerte er seinen Vertrag bei der Borussia vorzeitig bis Ende Juni 2019. Sein erstes Pflichtspiel in der ersten Mannschaft bestritt Stenzel schließlich am 10. Dezember 2015, als er bei der 0:1-Niederlage des BVB am letzten Spieltag der Europa-League-Gruppenphase gegen PAOK Thessaloniki über die gesamte Spielzeit zum Einsatz kam.
Im Januar 2016 wurde er bis Ende Juni 2017 ohne Kaufoption an den Zweitligisten SC Freiburg ausgeliehen. Dort kam er am 21. Februar 2016 im Spiel gegen den SV Sandhausen zu seinem Debüt in der 2. Bundesliga und kam in der Rückrunde der Saison 2015/16 auf elf Startelfeinsätze, womit er seinen Anteil am direkten Wiederaufstieg der Breisgauer hatte.
In der Sommerpause verpflichtete der SC Freiburg auf seiner Position den erfahreneren Aleksandar Ignjovski von Eintracht Frankfurt, gegenüber dem Stenzel jedoch seinen Stammplatz behaupten konnte. Dabei debütierte er am 10. September 2016 im Spiel gegen Borussia Mönchengladbach in der Bundesliga und verpasste in der Hinrunde der Saison 2016/17 nur ein Spiel. Im letzten Spiel der Hinrunde gegen den FC Bayern München zog er sich jedoch eine Schulterverletzung zu, weshalb er sich anschließend einer Operation unterziehen musste. Sein erstes Bundesligator war der 2:1-Siegtreffer am 23. April 2017 (30. Spieltag) im Heimspiel gegen Bayer 04 Leverkusen. Wenige Tage später wurde Stenzel fest vom SC Freiburg verpflichtet.
Für die Zweitligasaison 2019/20 verpflichtete der Absteiger VfB Stuttgart den Verteidiger leihweise aus Freiburg. Unter dem Cheftrainer Tim Walter und dessen Nachfolger Pellegrino Matarazzo gehörte er zum Stammpersonal und absolvierte alle 34 Ligaspiele (31-mal von Beginn). Nach dem Wiederaufstieg erwarb der VfB Stuttgart zur Saison 2020/21 die Transferrechte an Stenzel, der einen neuen Vertrag mit einer Laufzeit bis zum 30. Juni 2024 unterschrieb.

### Nationalmannschaft
Im September 2014 wurde Stenzel unter Trainer Marcus Sorg zwei Mal in der deutschen U-19-Nationalmannschaft eingesetzt. Dabei wurde er beide Male eingewechselt und kam danach in dieser Altersklasse nicht mehr zum Einsatz. In der Saison 2015/16 war Stenzel Teil der U-20-Nationalmannschaft von Trainer Frank Wormuth und debütierte für diese am 3. September 2015 beim 2:0-Sieg im Spiel gegen Italien. Kurz darauf gewann er mit der U20 durch einen 1:0-Sieg gegen England in der Heidenheimer Voith-Arena den Mercedes-Benz Elite Cup. Die anschließenden Spiele mit der U20 waren weniger erfolgreich und die Mannschaft wurde Tabellenletzter der Internationalen Spielrunde.

## Erfolge
- Deutscher Pokalsieger: 2025 (VfB Stuttgart)
- Aufstieg in die Bundesliga (2): 2016 (SC Freiburg), 2020 (VfB Stuttgart)
  - als Meister der 2. Bundesliga: 2016